# Vazhne
Vazhne  (ucraniano: Важне) es una localidad del Raión de Odesa en el Óblast de Odesa de Ucrania. Según el censo de 2001, tiene una población de 91 habitantes.